# ВК Нефтохимик 2010
Вижте пояснителната страница за други значения на Нефтохимик 2010.
„Нефтохимик 2010“ е български мъжки волейболен клуб, основан на 1 септември 2000 г. в Бургас. Той участва в Национална волейболна лига мъже.

## История
Началото на клуба е като волейболна секция при ДФС „Нефтохимик“ през 1962 г. През този период липсват сериозни успехи. Със закупуването на бургаската рафинерия "Нефтохим Бургас" от Лукойл през 2000 г., компанията става основен спонсор на волейболните и баскетболни секции на "ДФС Нефтохимик" и така отборът става отново част от волейболния елит. През този период името на клуба се сменя от „ДФС Нефтохимик" на „Лукойл Нефтохимик“. През 2004 г. започват и успехите, когато „Нафтата", с младите Матей Казийски , Дани Милушев  и Стоян Самунев в състава си, печели бронзов медал, а 3 години по-късно през 2007 прави златен дубъл, печелейки първата си титла и Купата на България. През септември 2011 година, името на клуба се променя на „Нефтохимик 2010“. Втората титла е завоювана през сезон 2016 – 17, побеждавайки на финала Монтана Волей, а третата през 2017 – 18 г, когато Нефтохимик побеждава ВК ЦСКА (София) във финалните мачове. През 2017 – 2018 г. отборът е попълнен с класни състезатели, като братята Братоеви и Теодор Салпаров и печели шампионата, купата на България и Суперкупата .
През Април 2018 г. Нефтохимик записва исторически златен требъл, което е най-доброто постижение на клуба от създаването му. В началото на 2019 г. отбора постига най-добрия си резултат в Европа. Бургазлии играят 1/4 финали във втория по сила европейски турнир CEV Cup, където отпадат от гръцкия Олимпиакос след победа с 3 – 1 в Бургас, загуба от 0 – 3 в Атина и загубен златен гейм. На 22 април 2019 г. в препълнената зала Младост, Нефтохимик печели третата си поредна шампионска титла и общо четвърта, след успех над Хебър Пазарджик, а година по-късно пета (четири поредни). Тази серия приключва през 2021, когато "Нафтата" печелят среброто срещу клуба от Пазарджик, а година по-късно отново стават вицешампиони губейки отново от Хебър. Николай Желязков напуска, а на негово място застава Иван Станев като играещ треньор. Клубът започва с 4 загуби в първите 5 мача и загуба за Суперкупата, което води до назначението на Атанас Петров. Следват 17 поредни победи и така Нефтохимик обръща нещата и печели редовния сезон 2022/2023. На 2 май 2023 Нефтохимик успява да спечели своята шеста титла на България за сезон 2022/2023 след епични полуфинални и финални срещи срещу ЦСКА и Хебър съответно. В полуфиналите Нефтохимик губи първите си 2 мача срещу "Армейците" в Бургас, но успяват да изравнят серията в София. Така се стига до 5ти мач в зала "Младост", в който домакините губят с 0:2 гейма, но пак успяват да изравнят и впоследствие да спечелят и да се класират на финал. Там следват феноменални двубои, изпълнени с много драма, а първият мач продължава над 3 часа. "Нафтата" повежда с 2:0 успеха след 3:2 и 3:1 в Бургас, но в Пазарджик нещата се развиват негативно, въпреки водачеството с 2:0 гейма в третия мач. Хебър печели с 3:2 и 3:0 и така титлата трябва да се реши в пети мач в "Младост". Нефтохимик повежда с 2:0, Хебър изравнява за 2:2, но в тайбрека "Нафтата" триумфира с шестата си титла след 15:12.    

## Успехи
- 6 пъти Шампион на България (2006/07, 2016/17, 2017/18, 2018/19, 2019/2020, 2022/2023)
- 6 пъти Вицешампион на България (2004/05, 2005/06, 2009/10, 2015/16, 2020/2021, 2021/2022)
- 5 пъти Бронзов медалист на България (2003/04, 2007/08, 2008/09, 2010/11 и 2011/12 г.)
- 5 пъти носител на Купата на България (2007, 2008, 2016, 2018 и 2021 г.)
- 4 пъти носител на Суперкупа на България по волейбол (мъже) на България (2016, 2017, 2018 и 2020 г.)
- 1 път носител на отличието „Отбор на годината“ в Бургас (2018 г.)
- 1 път носител на отличието „Отбор на месеца“ в България (2018 г.)[7]

## Настоящ състав
Към 2 май 2023 г.

## Зала на славата
Емблематични волейболисти и национали, играли за Нефтохимик 2010:
- Найден Найденов – бивш български национал на България, понастоящем е треньор по волейбол
- Радостин Стойчев – Бивш волейболист, национал на България и настоящ треньор по волейбол; шампион на България, Австрия и Франция като играч; шампион на Турция, Русия, Италия, Шампионска лига, Световно клубно първенство като треньор;
- Даниел Пеев – Бивш волейболист, национал на България
- Матей Казийски – Национал на България; Бронзов медал от Световно първенство за младежи 2003 г.; Най-добър изпълнител на начални удари на Световната лига през 2004 г.; Най-добър нападател на Световната лига в Москва през 2006 г. Волейболист номер едно на Европа за 2006 година. Бронзов медалист от Световната купа в Япония 2007 г.; Волейболист номер едно на Европа за 2008 година.; Носител на златен медал от Шампионската лига по волейбол на Европа през 2009 г.; С бронзов медал от Европейското първенство 2009 г.; Световен клубен шампион с Итас Диатек (Трентино) през 2009 г.; Най-добър нападател на Световното клубно първенство в Доха през 2009 г.; Най-добър посрещач на финала на Шампионската лига през 2014 г.; (2002 – 2004)
- Данаил Милушев – Национал на България; – (2002 – 2005)
- Красимир Гайдарски – Национал на България; – (2016 – 2017)
- Иван Станев – Национал на България;
- Николай Николов – Национал на България; Вицешампион на първите Европейски игри през 2015 г.; Носител на купата на ЦЕВ 2018 – (2017)
- Валентин Братоев – Национал на България; Бронзов медалист от Европейското първенство през 2009 г.; Вицешампион на първите Европейски игри през 2015 г.; – (2017 – 2018)
- Георги Братоев – Национал на България; Бронзов медалист от Европейското първенство през 2009 г.; Най-добър разпределител на финалите на Световната лига 2012 в София; Най-добър разпределите на Олимпиадата в Лондон; Вицешампион на първите Европейски игри през 2015 г.;
- Николай Учиков – Национал на България; Tопреализатор на Серия А2 през сезон 2011/2012 година.; Световен клубен шампион с Трентино Волей за 2012 г.
- Ален Джорджевич – Национал на Словения;
- Теодор Салпаров – Национал на България; Носител на Купата и на суперкупата на Русия с Динамо през 2007 г.; Бронзов медалист от Световното по волейбол през 2006 г.; Бронзов медалист от Световната Купа в Япония през 2007 г. Бронзов медалист от европейското в Турция през 2009 г.; Сребърен и бронзов медалист от Шампионската лига с Динамо; Златен медал от Шампионската лига със Зенит (Казан) през 2015, 2016, 2017 г.
- Теодор Тодоров – Национал на България; Най-добър център-блокировач в шампионската лига 2015 г. [8]; Бронзов медалист от Европейското първенство през 2009 г.;
- Любомир Агонцев – Национал на България;
- Стоян Самунев – Национал на България; Най-добър блокировач за 2008 г. (MVP);

## Ръководство и треньорски щаб

### Управление
- Александър Везенков – Директор на ОСК Лукойл
- Огнян Томов – Изпълнителен Директор
- Теодор Салпаров – Спортен Директор

### Треньорски щаб
- Атанас Петров – старши треньор
- Теди Дремизов – помощник-треньор